# Nannestad község
Nannestad község egy község Norvégia Akershus megyéjében, a Romerike régió része. A község adminisztratív központja Teigebyen. A községet 1838. január 1-jén alapították (lásd formannskapsdistrikt).

## Általános információk

### Név
A község (eredetileg a plébánia) a régi Nannestad farmról kapta a nevét (óészaki nyelven: Nannastaðir), mivel itt épült fel az első templom. A név első tagja az óészaki Nanni férfinév birtokos alakja, míg a staðir utótag jelentése gazdaság, farm.

### Címer
A község címerét 1990-ben fogadták el. A címer zöld alapon három arany martilapu virágot ábrázol. Ez a virág a legelterjedtebb a község környékén.